# Посольство Канады в Японии
Посольство Канады в Японии (англ. Embassy of Canada to Japan, фр. Ambassade du Canada au Japon, яп. 駐日カナダ大使館) — главная дипломатическая миссия Канады в Японии, расположенная в специальном районе Минато в районе Акасака столицы Японии Токио. Посольство, открытое в 1929 году, было третьей иностранной миссией Канады после посольств в Париже и Вашингтоне (Высокие комиссии в других государствах Содружества не считались «иностранными» канадским правительством). Кроме этого, в Нагоя расположено генеральное консульство Канады.

## История
Причина создания миссии во многом связана с антиазиатскими настроениями в канадской провинции Британская Колумбия в первой половине XX века. Премьер-министр Маккензи Кинг стремился ограничить японскую иммиграцию в Канаду, заявив, что «наш единственный эффективный способ решить японский вопрос — это иметь собственного министра в Японии для проверки паспортов».
Британское правительство не решалось сделать что-либо, что могло бы подорвать имперское единство, но, наконец, в мае 1929 года открылась канадская миссия. Первым «министром» был сэр Герберт Марлер. Посольство вскоре добавило к иммиграции торговые и политические функции. Строительство первого здания посольства было завершено в 1934 году.
В 1938 году министр покинул Японию без замены. В 1941 году, когда Канада и Япония находились в состоянии войны, сотрудники дипломатической миссии были арестованы и репатриировались в Канаду только в середине 1942 года.
После войны ведущий канадский эксперт по Японии, Герберт Норман, вместо того, чтобы стать министром-послом в Японии, был назначен представлять Канаду с Верховным главнокомандующим союзными державами генералом Дугласом Макартуром.
В 1952 году отношения между Канадой и Японией были нормализованы, миссия была преобразована в посольство, и Роберт Мэйхью стал первым послом Канады в Японии.

## Здание посольства
Канада построила новое здание посольства на авеню Аояма, Place Canada, которая была спроектирована канадским архитектором японского происхождения Раймондом Мориямой и открыта в 1991 году. Посольство размещается на верхних уровнях, а нижние уровни сдаются в аренду для получения дохода. На 4-м этаже есть каменный сад с видом на сады дворца Акасака. На цокольном этаже посольства расположены художественная галерея, библиотека и 233-местный театр Оскара Петерсона. Лифт в доме посла — самый старый из действующих в Японии.